# Giải Guillaume Apollinaire
Giải Guillaume Apollinaire là một giải thưởng văn học của Pháp, dành cho những tập thơ được đánh giá là xuất sắc trong năm.
Giải này được nhà thơ Henri de Lescoët thiết lập năm 1941 để tưởng niệm nhà thơ Guillaume Apollinaire, và được trao hàng năm.
Đây là một trong các giải thưởng quan trọng về thơ của văn học Pháp, đôi khi được coi như Giải Goncourt về thơ.
Tiền thưởng của giải này từ 1.500 euro tới 3.500 euro

## Ban giám khảo
Thành viên Ban giám khảo giải Guillaume Apollinaire được bầu trọn đời. Thành viên Ban giám khảo từ năm 2011 tới nay gồm: 
- Charles Dobzynski – Chủ tịch
- Jean-Pierre Siméon – Tổng thư ký
- Marc Alyn
- Marie-Claire Bancquart
- Linda Maria Baros
- Tahar Ben Jelloun
- Zéno Bianu
- Georges-Emmanuel Clancier
- Philippe Delaveau
- Guy Goffette
- Bernard Mazo
- Jean Portante
- Robert Sabatier

## Những nhà thơ đoạt giải
- 1941: Just Calveyrach, tác phẩm Guyane, Nhà xuất bản. Îles de Lérins
- 1942: Roger Bellion, tác phẩm Les Faubourgs du ciel, Nhà xuất bản. Profils Litt. Fr.
- 1943: Yves Salgues tác phẩm Le Chant de Nathanael, Nhà xuất bản. Profils Litt. Fr.
- 1944 tới 1946: Không trao giải
- 1947: Hervé Bazin, tác phẩm Jour, Nhà xuất bản. Iles de Lérins
- 1948: Jean L'Anselme, tác phẩm Le Tambour de ville, LEC, Nhà xuất bản. Contemporaines, và
  - Rouben Mélik, tác phẩm Passeur d'horizon, Nhà xuất bản. Îles de Lérins
- 1949: Không trao giải
- 1950: Paul Chaulot, tác phẩm D'autres terres, Nhà xuất bản. Îles de Lérins
- 1951: Paul Gilson, toàn bộ tác phẩm
- 1952: Alain Bosquet, tác phẩm Langue morte, Nhà xuất bản. Sagittaire
- 1953: Jean Malrieu, tác phẩm Préface à l'amour, Nhà xuất bản. Cahiers du Sud và 
  - Armand Lanoux, tác phẩm Colporteur, Nhà xuất bản. Seghers
- 1954: André de Richaud, tác phẩm Le Droit d'asile, Nhà xuất bản. Seghers
- 1956: Robert Sabatier, tác phẩm Les Fêtes solaires, Nhà xuất bản. Albin Michel
- 1957: Jacques Baron, tác phẩm Les Quatre temps, Nhà xuất bản. Seghers
- 1957: Gilbert Trolliet, tác phẩm La Colline, Nhà xuất bản. Seghers
- 1958: Jean Rousselot, tác phẩm L'Agrégation du temps, Nhà xuất bản. Seghers
- 1959: Luc Bérimont, tác phẩm L'Herbe à tonnerre, Nhà xuất bản. Seghers và 
  - Pierre Seghers toàn bộ tác phẩm
- 1960: Marcel Béalu và Vincent Monteiro toàn bộ tác phẩm
- 1961: Jean Breton, tác phẩm Chair et soleil, Nhà xuất bản. La Table Ronde
- 1962: Jeanne Kieffer, tác phẩm Cette Sauvage lumière, Nhà xuất bản. Gallimard
- 1963: Jean Bancal, tác phẩm Le Chemin des hommes", Nhà xuất bản. Silvaire
- 1964: Jean Desmeuzes, tác phẩm Ballade en Sol majeur, Nhà xuất bản. Millas-Martin
- 1965: Robert Lorho (nghệ danh: Lionel Ray), tác phẩm Légendaire, Nhà xuất bản. Seghers
- 1966: Catherine Tolstoï, tác phẩm Ce que savait la rose, Nhà xuất bản. Seghers
- 1967: Lorand Gaspar, tác phẩm Le Quatrième état de la matière, Nhà xuất bản. Flammarion
- 1968: Luc Estang toàn bộ tác phẩm
- 1969: Albert Fabre, tác phẩm La Lumière est nommée, Nhà xuất bản. Seghers
- 1970: Pierre Dalle Nogare, tác phẩm Corps imaginaire, Nhà xuất bản. Flammarion
- 1971: Gaston Bonheur, tác phẩm Chemin privé, Nhà xuất bản. Flammarion
- 1972: Serge Michenaud, tác phẩm Scorpion Orphée, Nhà xuất bản. Guy Chambelland
- 1973: Marc Alyn, tác phẩm Infini au-delà, Nhà xuất bản. Flammarion
- 1974: Léopold Sédar Senghor, toàn bộ tác phẩm
- 1975: Charles Le Quintrec, tác phẩm Jeunesse de dieu, Nhà xuất bản. Albin Michel
- 1976: Bernard Noël, tác phẩm "Treize case du Je", Nhà xuất bản. Flammarion
- 1977: Édouard J. Maunick, tác phẩm Ensoleillé vif, Nhà xuất bản. Le Cherche midi
- 1978: Jean-Claude Renard toàn bộ tác phẩm
- 1979: Jean Laugier, tác phẩm Rituel pour une ode, Nhà xuất bản. Caractères
- 1980: Vénus Khoury-Ghata, tác phẩm Les Ombres et leurs cris, Nhà xuất bản. Belfond
- 1981: Gaston Miron, tác phẩm L'Homme rapaillé, Nhà xuất bản. Maspéro
- 1982: Jean Orizet, tác phẩm Le Voyageur absent, Nhà xuất bản. Grasset
- 1983: Pierre Gabriel, tác phẩm La Seconde porte, Nhà xuất bản. Rougerie
- 1984: Pierrette Micheloud, tác phẩm Les Mots, la pierre, Nhà xuất bản. La Braconnière
- 1985: Jean-Vincent Verdonnet, tác phẩm Ce qui demeure, Nhà xuất bản. Rougerie
- 1986: Claude-Michel Cluny, tác phẩm Asymétries, Nhà xuất bản. La Différence
- 1987: Yves Broussard, tác phẩm Nourrir le feu, Nhà xuất bản. Sud-Poésie
- 1988: James Sacré, tác phẩm Une Fin d'après-midi à Marrakech, Nhà xuất bản. André Dimanche
- 1989: Philippe Delaveau, tác phẩm Eucharis, Nhà xuất bản. Gallimard
- 1990: Jacques Gaucheron, tác phẩm Entre mon ombre et la lumière, Nhà xuất bản. Messidor
- 1991: Yves Martin toàn bộ tác phẩm
- 1992: François de Cornière, tác phẩm Tout cela
- 1993: René Depestre, tác phẩm Anthologie personnelle, Nhà xuất bản. Actes Sud
- 1994: Jean-Pierre Siméon, tác phẩm Le Sentiment du monde, Nhà xuất bản. Cheyne
- 1995: Claude Roy toàn bộ tác phẩm
- 1996: Patrice Delbourg, tác phẩm L'Ampleur du désastre, Nhà xuất bản. Le Cherche midi
- 1997: Richard Rognet, tác phẩm Lutteur sans triomphe, Nhà xuất bản. L'Estocade
- 1998: Anise Koltz, tác phẩm Le Mur du son, Éditions phi, Luxembourg
- 1999: Claude Mourthé, tác phẩm Dit plus bas, Nhà xuất bản. Le Castor astral
- 2000: Alain Jouffroy, tác phẩm C'est aujourd'hui toujours, Nhà xuất bản. Gallimard
- 2001: Alain Lance, tác phẩm Temps criblé, Nhà xuất bản. Le temps qu'il fait
- 2002: Claude Adelen, tác phẩm Soleil en mémoire,Nhà xuất bản. Bernard Dumerchez
- 2003: François Montmaneix, tác phẩm Les Rôles invisibles, Nhà xuất bản. Le Cherche midi
- 2004: Jacques Darras, tác phẩm Vous n'avez pas le vertige, Nhà xuất bản. Gallimard]]/L'Arbalète
- 2005: Bernard Chambaz, tác phẩm Été, Nhà xuất bản. Flammarion
- 2006: Jean-Baptiste Para, tác phẩm La Faim des ombres, Nhà xuất bản. Obsidiane
- 2007: Linda Maria Baros, tác phẩm La Maison en lames de rasoir, Nhà xuất bản. Cheyne
- 2008: Alain Borer, tác phẩm Icare & I don't, Nhà xuất bản. du Seuil
- 2009: Jacques Ancet, tác phẩm L'Identité obscure, Nhà xuất bản. Lettres Vives
- 2010: Jean-Marie Barnaud, tác phẩm Fragments d'un corps incertain, Nhà xuất bản. Cheyne
- 2011: Jean-Claude Pirotte, tác phẩm Cette âme perdue, Nhà xuất bản. Le Castor astral và tác phẩm Autres Séjours, Nhà xuất bản. Le Temps qu'il fait
- 2012: Valérie Rouzeau, tác phẩm Vrouz, Nhà xuất bản. La Table ronde
- 2013: Frédéric Jacques Temple, tác phẩm Phares, balises & feux brefs, và tác phẩm Périples, Nhà xuất bản. Bruno Doucey
- 2014: Askinia Mihaylova, tác phẩm Ciel à perdre, Nhà xuất bản. Gallimard
- 2015: Liliane Wouters, tác phẩm "Derniers feux sur terre", Nhà xuất bản.Le Taillis Pré, và toàn bộ tác phẩm.